# Aljoša Matko
Aljoša Matko (Novo Mesto, 2000. március 29. –) szlovén válogatott labdarúgó, az Újpest játékosa, csatár.

## Pályafutása

### Klubcsapatokban

#### Maribor
Pályafutását négyévesen kezdte a helyi Bela Krajina csapatánál, ahol nyolc évig játszott. 2013-ban a Krkához igazolt, majd 2015-ben csatlakozott a hazai élcsapat, a Maribor utánpótlás-akadémiájához. A 2019–20-as idényben Matkót kölcsönadta a Maribor a szintén PrvaLiga-s Bravo csapatának, ahol bemutatkozott a felnőtt labdarúgásban. Matko 15 gólt szerzett 34 mérkőzésen a hatodik helyen végző Bravo színeiben, ezzel az egész bajnokság negyedik legeredményesebb gólszerzője lett. A 2020–21-es idényre visszatérve a Mariborhoz, Mauro Camoranesi vezetőedző irányítása alatt stabil kezdőjátékossá vált. 2020 végén elnyerte a Purple Warrior díjat, amelyet az elmúlt év legkiemelkedőbb maribori játékosának ítélnek oda. Emellett az EkipaSN szlovén magazin az Év Ifjúsági Labdarúgójának választotta Szlovéniában. 2021. január 29-én Matko meghosszabbította szerződését a Mariborral 2024 nyaráig. Ugyanazon év áprilisában autóbalesetet szenvedett, amelyben ő vezetett, de sértetlenül megúszta, bár több utasa súlyos sérüléseket szenvedett. Matko hamarosan visszatért a pályára, és a szezon végéig 29 bajnokin lépett pályára, hét gólt szerezve, miközben a Maribor a második helyen zárt a Mura mögött.

#### Hammarby
2021. augusztus 12-én Matko a svéd élvonalban szereplő Hammarby IF csapatához igazolt, és hároméves szerződést írt alá. Mindössze négy nappal később, augusztus 16-án mutatkozott be tétmérkőzésen a csapatban, egy 2–0-s hazai vereséggel zárult találkozón az IF Elfsborg ellen. Augusztus 22-én szerezte meg első gólját az Allsvenskanban, ismét az IF Elfsborg ellen, ezúttal egy 2–2-es idegenbeli döntetlen alkalmával. 2022. február 1-jén Matko visszatért Szlovéniába, miután kölcsönben csatlakozott az Olimpija Ljubljanához a PrvaLiga idény hátralévő részére, a megállapodás pedig tartalmazta az átigazolás véglegesítésének opcióját is. 2022 júliusában visszatért a Hammarbyhoz, azonban az új vezetőedző, Martí Cifuentes irányítása alatt nem lépett pályára tétmérkőzésen. Összesen 13 Allsvenskan-mérkőzésen játszott a klub színeiben, ezeken két gólt szerzett.

#### Celje
2022. augusztus 15-én Matko a szlovén PrvaLiga-ban szereplő Celje csapatához igazolt, ahol kétéves, 2024-ig szóló szerződést írt alá. A 2023–24-es szezonban gólkirály lett. 2023. augusztus 8-án 2026-ig hosszabbított. 2025-ben a Celje az EKL negyeddöntőéig jutott, ahol 4–3-as összesítéssel a Fiorentina jutott tovább, viszont Matko is betalált az olasz csapat ellen.

#### Újpest
2025. június 19-én az Újpest szerződtette. Első mérkőzésén lila-fehérben betalált a Diósgyőr ellen.

### A válogatottban
2015 és 2022 között Matko minden szlovén korosztályos válogatottban szerepelt az U16-os csapattól az U21-esekig, és összesen több mint 60 alkalommal lépett pályára ezekben a válogatottakban. Az U21-es válogatott tagjaként Matko részt vett a 2021-es UEFA U21-es Európa-bajnokságon, amelynek Szlovénia volt az egyik házigazdája. A csoportkör mindhárom mérkőzésén pályára lépett, és ő szerezte Szlovénia egyetlen gólját a tornán, a Csehország elleni 1–1-es döntetlennel zárult mérkőzésen.
Első felnőtt válogatott meghívóját a 2024-es labdarúgó-Európa-bajnokság selejtező mérkőzésére kapta Észak-Írország és San Marino ellen, ezeken a mérkőzéseken nem lépett pályára. Bemutatkozására 2025. június 6-án került sor Luxemburg elleni barátságos mérkőzésen.

## Statisztika

### Klubcsapatokban
2025. augusztus 10-i állapot szerint.
| Klub               | Szezon           | Bajnokság | Bajnokság | Kupa  | Kupa  | Nemz. kupa | Nemz. kupa | Összesen | Összesen |
| Klub               | Szezon           | Mérk.     | Gólok     | Mérk. | Gólok | Mérk.      | Gólok      | Mérk.    | Gólok    |
| ------------------ | ---------------- | --------- | --------- | ----- | ----- | ---------- | ---------- | -------- | -------- |
| Maribor            | 2018–19          | 0         | 0         | 0     | 0     | —          | —          | 0        | 0        |
| Maribor            | 2020–21          | 29        | 7         | 1     | 0     | 1          | 0          | 31       | 7        |
| Maribor            | 2021–22          | 2         | 0         | 0     | 0     | 1          | 0          | 3        | 0        |
| Maribor            | Összesen         | 31        | 7         | 1     | 0     | 2          | 0          | 34       | 7        |
| Bravo              | 2019–20          | 34        | 15        | 1     | 0     | —          | —          | 35       | 15       |
| Bravo              | Összesen         | 34        | 15        | 1     | 0     | —          | —          | 35       | 15       |
| Hammarby           | 2021             | 13        | 2         | 1     | 0     | —          | —          | 14       | 2        |
| Hammarby           | Összesen         | 13        | 2         | 1     | 0     | —          | —          | 14       | 2        |
| Olimpija Ljubljana | 2021–22          | 15        | 1         | 0     | 0     | —          | —          | 15       | 1        |
| Olimpija Ljubljana | Összesen         | 15        | 1         | 0     | 0     | —          | —          | 15       | 1        |
| Celje              | 2022–23          | 29        | 14        | 4     | 0     | —          | —          | 33       | 14       |
| Celje              | 2023–24          | 26        | 18        | 0     | 0     | 6          | 2          | 32       | 20       |
| Celje              | 2024–25          | 32        | 7         | 6     | 6     | 19         | 4          | 57       | 14       |
| Celje              | Összesen         | 87        | 39        | 10    | 6     | 25         | 6          | 122      | 51       |
| Újpest             | 2025–26          | 3         | 2         | 0     | 0     | —          | —          | 3        | 2        |
| Újpest             | Összesen         | 3         | 2         | 0     | 0     | —          | —          | 3        | 2        |
| Karrier összesen   | Karrier összesen | 183       | 66        | 13    | 6     | 27         | 6          | 223      | 78       |

Jegyzetek
1. ↑  Mérkőzései az Európa-ligában
2. 1 2  Mérkőzései a Konferencia Ligában
3. ↑  Mérkőzései a Bajnokok Ligája és az Európa-liga selejtezőjében, valamint a Konferencia Ligában

### Válogatottban
2025. június 10-ei állapot szerint.
| Válogatott | Év       | Pályára lépés | Gól |
| ---------- | -------- | ------------- | --- |
| Szlovénia  | 2025     | 2             | 0   |
| Összesen   | Összesen | 2             | 0   |

## Sikerei, díjai

### Klubcsapatokban
Maribor
- Szlovén bajnok (1): 2018–19

 Celje
- Szlovén bajnok (1): 2023–24
- Szlovén kupagyőztes (1): 2024–25

### Egyéni
- Szlovén PrvaLiga év csapata: 2023–24
- Szlovén PrvaLiga hónap játékosa: 2023 augusztus, 2025 április
- Szlovén PrvaLiga gólkirálya: 2023–24
- Az év szlovén ifjúsági labdarúgója: 2020
- Az NK Maribor év játékosa: 2020